# Роз-Крік (Міннесота)
Роз-Крік (англ. Rose Creek) — місто (англ. city) в США, в окрузі Мовер штату Міннесота. Населення — 397 осіб (2020).

## Географія
Роз-Крік розташований за координатами 43°36′18″ пн. ш. 92°49′48″ зх. д. / 43.60500° пн. ш. 92.83000° зх. д. (43.604887, -92.829875).  За даними Бюро перепису населення США в 2010 році місто мало площу 1,19 км², уся площа — суходіл. В 2017 році площа становила 1,29 км², уся площа — суходіл.

## Демографія
Згідно з переписом 2010 року, у місті мешкали 394 особи в 162 домогосподарствах у складі 111 родини. Густота населення становила 331 особа/км².  Було 167 помешкань (140/км²).
Расовий склад населення:
| - 97,2 % — білих - 0,3 % — корінних американців |

До двох чи більше рас належало 1,8 %. Частка іспаномовних становила 2,0 % від усіх жителів.
За віковим діапазоном населення розподілялося таким чином: 28,4 % — особи молодші 18 років, 54,8 % — особи у віці 18—64 років, 16,8 % — особи у віці 65 років та старші. Медіана віку мешканця становила 40,0 року. На 100 осіб жіночої статі у місті припадало 94,1 чоловіків;  на 100 жінок у віці від 18 років та старших — 91,8 чоловіків також старших 18 років.
Середній дохід на одне домашнє господарство  становив 54 020 доларів США (медіана — 46 500), а середній дохід на одну сім'ю — 67 223 долари (медіана — 59 107). Медіана доходів становила 45 893 долари для чоловіків та 37 250 доларів для жінок. За межею бідності перебувало 6,7 % осіб, у тому числі 3,6 % дітей у віці до 18 років та 6,3 % осіб у віці 65 років та старших.
Цивільне працевлаштоване населення становило 175 осіб. Основні галузі зайнятості: освіта, охорона здоров'я та соціальна допомога — 38,9 %, виробництво — 20,6 %, сільське господарство, лісництво, риболовля — 8,0 %, роздрібна торгівля — 6,9 %.